# Bothrops pirajai
Bothrops pirajai este o specie de șerpi din genul Bothrops, familia Viperidae, descrisă de Ayrton Amaral în anul 1923. A fost clasificată de IUCN ca specie vulnerabilă. Conform Catalogue of Life specia Bothrops pirajai nu are subspecii cunoscute.